# Isidore Eggermont
Isidore Jacques Eggermont (15 mai 1844 - 16 avril 1923) est un diplomate, photographe, japonologue et écrivain belge.
En 1874, Eggermont voyage en Égypte et en Palestine et entre 1876 et 1877, fait le tour du monde. Lors de son dernier voyage, Eggermont visite Ceylan (actuelle Sri Lanka) et l’Inde. Pendant l’hiver 1876-1877, il devient conseiller pour la légation de Belgique au Japon. Il voyage beaucoup et prend des notes et des photos qui serviront plus tard comme base pour ses monographies sur le Japon. À la fin de l’année 1877, il devient secrétaire pour le roi des Belges Léopold II à Gand. En 1885, il devient premier secrétaire de la légation de Belgique à Paris.
En 1890, il fait l’acquisition du Château de Leignon qu'il transforme, embellit et agrandit en lui donnant son aspect actuel. 

## Publications
- Exposition internationale de Philadelphie. Rapport sur l'Exposition universelle de Philadelphie au point de vue du commerce et de l'industrie belges, par I. Eggermont, .. Bruxelles: impr. de A. Mertens, 1877. In-8, 59 p.
- Le Japon, Histoire et Religion, par I. Eggermont, premier secrétaire de la légation de Belgique à Paris, Avec une nouvelle carte du Japon. Paris (Libraire Ch. Delegrave, 15 Rue Soufflot), 1885. 156 p.
- Eggermont, I.: Voyage autour du globe. L'Amérique. Paris (Delagrave) 1892. 366 p.
- Eggermont, I.: Voyage autour du globe. Japon. Paris (Delagrave) 1900. Grand in-4. 522 p.